# Kim Jin-kyu (football, 1985)
Kim Jin-kyu (en coréen : 김진규), né le 16 février 1985, est un footballeur sud-coréen. Il joue au poste de défenseur avec l'équipe de Corée du Sud.

## Carrière

### En équipe nationale
Il ajoué avec l'équipe de Corée du Sud à l'occasion du championnat du monde des moins de vingt ans en 2003 et 2005, et lors de la coupe d'Asie 2004.
Il participe à la coupe du monde 2006 avec l'équipe de Corée du Sud.

## Palmarès
- 41 sélections en équipe nationale (3 buts).

- (en) Cet article est partiellement ou en totalité issu de l’article de Wikipédia en anglais intitulé « Kim Jin-Kyu (footballer) » (voir la liste des auteurs).